# Erica bruniifolia
Erica bruniifolia är en ljungväxtart som beskrevs av Richard Anthony Salisbury. Erica bruniifolia ingår i släktet klockljungssläktet, och familjen ljungväxter.

## Underarter
Arten delas in i följande underarter:
- E. b. barbigera
- E. b. solandroides
- E. b. stellata
- E. b. subglabra